# جاميا جاكسون
جاميا جاكسون (بالإنجليزية: Jamea Jackson)‏ مواليد 7 سبتمبر 1986 في أتلانتا، جورجيا، الولايات المتحدة، هي لاعبة كرة مضرب أمريكية سابقة بدأت مسيرتها كمحترفة سنة 2003 وكانت تلعب باليد اليمنى، اعتزلت اللعب في أغسطس 24, 2009. أعلى تصنيف لها في الفردي كان المركز الـ 45 في سنة 2006. أعلى تصنيف لها في الزوجي كان المركز الـ 266 في سنة 2006.

## الخط الزمني للفردي
مفتاح
| ف | ن | ن.ن | ر.ن | د# | د.م | ل | أ.أ | ت | غ | ب | ف | ذ | م.خ | ل.ت |

(ف) فاز بالبطولة (ن) وصل النهائي (ن.ن) نصف النهائي (ر.ن) ربع النهائي (د#) الأدوار الأربعة الأولى (د.م) دور المجموعات (ل) شارك في كأس ديفيز (أ.أ) خرج من الأدوار الاولى (ت) خسر التصفيات التأهيلية (غ) غاب عن الحدث أو البطولة (ب) حصل على ميدالية برونزية (ف) حصل على ميدالية فضية (ذ) حصل على ميدالية ذهبية (م.خ) بطولة الماسترز خُفضت إلى مرتبة أقل (ل.ت) البطولة لم تعقد في السنة المعينة.
لتجنب الارتباك وازدواجية الحساب، يتم تحديث هذه المعلومات إما في نهاية البطولة، أو عندما تكون مشاركة اللاعب في البطولة قد انتهت.
| الدورة            | 2004 | 2005 | 2006 | 2007 | 2008 | سجل المهنة |
| ----------------- | ---- | ---- | ---- | ---- | ---- | ---------- |
| أستراليا المفتوحة | غ    | غ    | د2   | غ    | غ    | 1–1        |
| فرنسا المفتوحة    | غ    | غ    | د2   | د1   | غ    | 1–2        |
| بطولة ويمبلدون    | غ    | د2   | د2   | د1   | غ    | 2–3        |
| أمريكا المفتوحة   | د1   | د1   | د2   | د1   | د1   | 1–5        |
| السجل السنوي      | 0–1  | 1–2  | 4–4  | 0–3  | 0–1  | 5–11       |

## روابط خارجية
- جاميا جاكسون على موقع رابطة محترفات التنس (الإنجليزية)
- جاميا جاكسون على موقع الاتحاد الدولي لكرة المضرب (الإنجليزية)
- جاميا جاكسون على موقع كأس بيلي جين كينغ (الإنجليزية)
- جاميا جاكسون على موقع خلاصة التنس.كوم (الإنجليزية)
- جاميا جاكسون على موقع إي إس بي إن.كوم (الإنجليزية)